# New York Review of Science Fiction

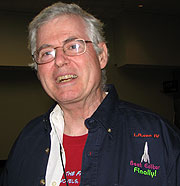
David Hartwell

La New York Review of Science Fiction est un magazine littéraire mensuel de science-fiction créé en 1988 et toujours édité en février 2022. Il présente des œuvres de critiques littéraires de science-fiction, des essais et des critiques approfondies de nouvelles œuvres de fiction et d'études littéraires. Pendant les 24 premières années , elle est imprimée par Dragon Press de David G. Hartwell (en). À partir du volume 25, la revue est reprise en version numérique par Burrowing Wombat Press de l'éditeur Kevin J. Maroney et David G. Hartwell y publie encore des éditoriaux en 2022. 
La revue est indexée dans la bibliographie internationale MLA et dans d'autres index de littérature et d'études culturelles spécialisées. 
La revue a une couverture internationale ; elle a parrainé également des événements de SF dans la région de New York, principalement sous la forme d'une série de lectures d'écrivains éminents qui sont généralement diffusées sur WBAI .

## Histoire
New York Review of Science Fiction est créée en 1988 par Hartwell, Patrick Nielsen Hayden (en), Teresa Nielsen Hayden (en), Susan Palwick (en), Samuel R. Delany et Kathryn Cramer (en). Gordon Van Gelder (en) fait partie de la rédaction au fil des années. C'est une publication imprimée jusqu'à la fin du volume 24 ; elle est désormais disponible par voie électronique. Des tables des matières, des éditoriaux et certains articles phares sont proposés gratuitement en ligne. Par exemple, l'essai de Delany de 1998 , Racism and Science Fiction est souvent mentionné lors de débats en ligne sur la race et la science-fiction au début de 2009 et en réponse à la demande d'un abonné, l'essai a été mis en ligne. 